# Kenneth Kokin
Kenneth Kokin es un productor y director de cine estadounidense. Estudió Cinematografía en la Universidad del Sur de California.

## Productor
Ha producido las películas The Usual Suspects, Mortdecai, Secuestro infernal, "Forbidden Kiss" en Chengdu (China) y Capitán Abu Raed, primera película independiente producida en Jordania. También produjo la película Public Access, dirigida por Bryan Singer, que ganó en el Festival de Cine de Sundance el Gran Premio del Jurado.
También produjo Blood moon, protagonizada por James Callis, Maya Kazan y Frank Medrano, película dirigida por Nicholas Kazan.

## Director
Kokin produjo y dirigió el documental For Tomorrow en Argentina, seleccionado para la sección oficial del Festival de cine de Tribeca y el Newport Beach Film Festival, donde ganó el premio Visión Humanitaria. Dirigió los documentales de América del Sur, Haití, África y acerca de la pandemia de la pobreza y/ VIH se enfrentan los niños en esas regiones.